# Le Marchand de notes
Pour plus de détails, voir Fiche technique et Distribution.
Le Marchand de notes est un court-métrage d'animation français réalisé par Paul Grimault et sorti en 1942.

## Synopsis
Le marchand de notes Bicornu se fait enquiquiner par un troubadour nommé Niglo.

## Fiche technique
- Titre : Le Marchand de notes
- Réalisation : Paul Grimault
- Scénario : Paul Grimault
- Adaptation : Jean Aurenche
- Musique : Marcel Delannoy
- Pays de production :  France
- Format : 35 m/m  Agfacolor ressortie en N.B.
- Durée : 11 minutes
- Année de sortie : France  - 1942